# Ethmalosa
Ethmalosa is een monotypisch geslacht van straalvinnige vissen uit de familie van haringen (Clupeidae).

## Soort
- Ethmalosa fimbriata (Bowdich, 1825)